# Сем Альтман
Семюел Гарріс Альтман (англ. Samuel Harris Altman [ˈɔːltmən] МФА, нар. 22 квітня 1985, Чикаго) — американський підприємець та інвестор. Колишній президент бізнес-інкубатора Y Combinator. Генеральний директор лабораторії дослідження штучного інтелекту OpenAI.

## Раннє життя та освіта
Сем Альтман народився і виріс у містечку Сент-Луїс, штат Міссурі в єврейській родині. Його мати  за професією дерматолог. Батько — Джеррі Альтман. Сем Альтман познайомився з комп'ютером у віці 8 років. Він навчався в середній школі Джона Берроуза і вивчав інформатику в Стенфордському університеті, поки не кинув навчання у 2005 році. У 2017 році здобув почесний ступінь Університету Ватерлоо.
Має братів: Джека, інвестора; Макса та сестру Анні.

## Кар'єра

### Loopt
У 2005 році у віці 19 років Альтман став співзасновником і генеральним директором Loopt, мобільного додатку для соціальних мереж з визначенням розташування. Після залучення понад 30 мільйонів доларів венчурного капіталу Loopt була закрита у 2012 році через те, що не змогла досягти успіху. Він був придбаний корпорацією Green Dot за 43,4 мільйона доларів.
Альтман почав працювати в Y Combinator у 2011 році як партнер за сумісництвом. У лютому 2014 Альтман був призначений президентом Y Combinator її співзасновником Полом Гремом. Його перша партія інвестицій включала Loopt. У повідомленні в блозі 2014 Альтман сказав, що загальна оцінка компаній Y Combinator перевищила 65 мільярдів доларів, включаючи такі відомі компанії, як Airbnb, Dropbox, Zenefits і Stripe. У вересні 2016 Альтман оголосив, що стане президентом YC Group, до якої входили Y Combinator та інші підрозділи.
Альтман сказав, що сподівається розширити Y Combinator, щоб фінансувати 1000 нових компаній на рік. Він також намагався розширити типи компаній, що фінансуються YC, особливо компаній, що займаються «жорсткими технологіями».
У жовтні 2015 року Альтман оголосив про YC Continuity, фонд акцій на стадії зростання у розмірі 700 мільйонів доларів, який інвестує у компанії YC. Також у жовтні 2015 року Альтман оголосив про створення некомерційної дослідницької лабораторії Y Combinator Research та пожертвував групі 10 мільйонів доларів. На цей час YC Research оголосила про дослідження базового доходу, майбутнього обчислювальної техніки, освіти та будівництва нових міст.
Альтман був названий Forbes найкращим інвестором у віці до 30 років у 2015 році, одним із «Кращих молодих підприємців у галузі технологій» за версією BusinessWeek у 2008 році.
У березні 2019 року YC оголосила про перехід Альтмана на посаду голови, щоб більше зосередитися на OpenAI. Це рішення було ухвалено невдовзі після того, як YC оголосила про перенесення своєї штаб-квартири до Сан-Франциско. На початок 2020 року він більше не був пов'язаний з YC.

### Бізнес-янгол
Він є інвестором багатьох компаній, включаючи Airbnb, Stripe, Reddit, Asana, Pinterest, Teespring, Zenefits, FarmLogs, True North, Shoptiques, Instacart, Optimizely, Verbling, Soylent,, Vicarious, Clever та Notable PDF (тепер Kami).
Він був генеральним директором Reddit протягом восьми днів у 2014 році після того, як генеральний директор Їшань Вон пішов у відставку. Він оголосив про повернення Стіва Гаффмана як генерального директора 10 липня 2015 року.

### Ядерна енергетика
Він є головою правління Helion та Oklo, двох атомних енергетичних компаній. Він сказав, що ядерна енергетика є однією з найважливіших галузей технологічного розвитку.

### OpenAI
Альтман — був генеральним директором OpenAI. OpenAI — це дослідницька компанія з обмеженим прибутком, метою якої є розвиток штучного інтелекту таким чином, щоб він, швидше за все, приносив користь людству в цілому, а не завдавав шкоди. Спочатку організацію фінансували Альтман, Брокман, Ілон Маск, Джессіка Лівінгстон, Пітер Тіль, Amazon Web Services, Infosys та YC Research. Загалом, коли компанія була запущена у 2015 році, вони залучили 1 мільярд доларів від зовнішніх спонсорів.
18 листопада 2023 року Рада директорів компанії OpenAI звільнила Сема Альтмана з посади Генерального директора через втрату впевненості в його здатності керувати компанією та з причини того, що він «не завжди був відвертим у спілкуванні з Радою директорів». 20 листопада 514 із 700 співробітників OpenAI пригрозили своїм звільненням. Вони вимагали від Ради директорів піти у відставку після того, як ті усунули Альтмана з посади гендиректора. За два дні було повідомлено, що Альтман повернеться на позицію CEO OpenAI.

### Worldcoin
Альтман став співзасновником Worldcoin у 2020 році. Worldcoin прагне надати свої нові цифрові гроші кожній людині на Землі безкоштовно, використовуючи розпізнавання райдужної оболонки ока, що зберігає конфіденційність, щоб гарантувати, що його користувачі не вимагатимуть своєї безкоштовної частки більше одного разу Worldcoin призупинив свою роботу в кількох країнах після того, як місцеві підрядники пішли або правила унеможливили ведення бізнесу.

## Філантропія
Під час пандемії COVID-19 Альтман допоміг фінансувати та створити Project Covalence, метою якого було допомогти дослідникам швидко запустити клінічні випробування у партнерстві з TrialSpark, який є стартапом для клінічних випробувань.

## Політика
Згідно з повідомленням Vox 's Recode, було припущення, що Альтман балотуватиметься на посаду губернатора Каліфорнії на виборах 2018 року, в яких він не брав участі. У 2018 році Альтман запустив політичний рух The United Slate, спрямований на виправлення житлової політики та політики в галузі охорони здоров'я.
2019 року Альтман провів у своєму будинку в Сан-Франциско збір коштів для кандидата в президенти від Демократичної партії Ендрю Янга. У травні 2020 року Альтман пожертвував 250 тисяч доларів організації American Bridge 21st Century, Super-PAC, яка підтримує кандидата в президенти від Демократичної партії Джо Байдена.

## Особисте життя
Альтман був вегетаріанцем з дитинства. Альтман — гей, і зробив камінг-аут ще у підлітковому віці. Він зустрічався зі своїм співзасновником Loopt Ніком Сіво протягом дев'яти років, та потім вони розійшлися невдовзі після придбання компанії.
Альтман вийшов заміж за інженера Олівера Малгеріна в січні 2024 року в їхньому маєтку на Гаваях; пара живе у Сан-Франциско і часто проводить вихідні у каліфорнійському місті Напа .
Сем Альтман є виживальником; у 2016 році він повідомив: «У мене є зброя, золото, йодид калію, антибіотики, батарейки, вода, протигази від Армії оборони Ізраїлю та велика земельна ділянка у Біґ-Сур до якої я можу долетіти».